# Watlala
Watlala (Cascade, Watlalla, Katlagakya, Shahala, Kigaltwalla, Wahclellah, Dog River, Kwikwulit), pleme Chinookan Indijanaca uz rijeku Columbiju od Dog Rivera (Hood River) na zapad do Sandy Rivera (nekada Quicksand) i sve do blizu ušća Willamette u Oregonu. 

## Ime
Naziv Shahala, dali su im Chinook, od saxala, u značenju "above," od njih Chinooka. Gila'xicatck je drugi naziv za njih isto od Chinooka. Katlagakya je njihov vlastiti naziv, a Cascade popularni engleski naziv po kaskadama (lokalitetu gdje su živjeli), plitkim brzacima po kojima su lovili ribu. Ostali nazivi za njih koje su zabilježili razni autori: Al-e-is, Wah-lal-la, Ki-gal-twalla, Ki-gal-twal-la.

## Kultura
Bili su organizirani po malenim nezavisnim obiteljskim grupama koje su se bavile ribolovom (losos), kopanju korijenja (camas) i sakupljanju bobica i oraha. Uplaninama su lovili jelene, losove i planinske koze. Najvažnija riba koju su lovili bio je losos, hvatali su ga po plitkim brzacima, kaskadama na Columbiji, ali i drugim rijekama, kao što su Sandy u Oregonu i Washougal u Washingtonu.

## Povijest
Godine 1805-1806. posjećuje ih ekspedicija Lewisa & Clarka koji ih nazivaju imenom Wahclellah i procjenjuju im broj na 2.800. broj im uskoro opada na 1.400 (1812); 80 (1854.), što je miožda bila posljedica epidemije koja ih je pogodila 1829. Watlale će uskoro po  'Wasco' -ugovoru manjim dijelom biti smješteni na rezervat Warm Springs, gdje bi još trebali imati potomaka, ostali će ostati i dalje na području gorja Cascade. Većina ih se ipak pretopila u Wasce i Wishrame.

## Podjela
Watlala Indijanci bili su podijeljeni na nekoliko lokalnih skupina (Swanton), to su Cathlakaheckit, Cathlathlala, Clahclellah, Neerchokioon, Washougal i Yehuh. Hodge navodi nazive: Cathlakaheckit, Cathlathlala, Cathlayackty (isto što i Cathlakaheckit), Clahclellah, Katlagakya i Yehuh.

## Jezik
Njihov jezik dijalekt je upper chinooka. 